# Getterön
A Península de Getterön (conhecida na Suécia como Getterön; PRONÚNCIA APROXIMADA guéter-ên) é uma península da Suécia, localizada no município de Varberg, na província histórica da Halland, imediatamente a noroeste da cidade de Varberg.

Com cerca de 200 habitantes, Getterön dispõe de um pequeno porto, um aeródromo, um parque de campismo, um campo de naturismo, cinco praias e duas reservas naturais, uma das quais albergando inúmeras aves (Getteröns naturreservat).

## Património
- Reserva Natural de Getterön